# 木津川市立相楽台小学校
木津川市立相楽台小学校（きづがわしりつ さがなかだいしょうがっこう）は、京都府木津川市相楽台五丁目にある公立小学校。

## 沿革
- 1993年4月1日 - 木津川市立高の原小学校から独立し、開校。
- 1996年1月10日 - コンピュータ22台設置
- 2002年2月1日 - コンピュータ42台設置
- 2021年4月1日 - 市のICT教育推進計画に基づき一人一台タブレット型PCの使用を開始。

## 校区
- 京都府木津川市相楽台

## 周辺の施設
- イオンモール高の原
- 近鉄高の原駅
- サンタウンスイミングスクールユニチカ
- 土師山公園

## 周辺の道路
- 京奈和自動車道
- 京都府道327号相楽台相楽線

## 卒業後の進路
- 木津川市立木津第二中学校

## 校区が隣接している学校
- 木津川市立高の原小学校
- 精華町立山田荘小学校
- 木津川市立相楽小学校
- （奈良県）奈良市立朱雀小学校
- （奈良県）奈良市立ならやま小中学校